# Vaccinium gracillimum
Vaccinium gracillimum är en ljungväxtart som beskrevs av J. J.Smith. Vaccinium gracillimum ingår i Blåbärssläktet, och familjen ljungväxter. Inga underarter finns listade i Catalogue of Life.